# NBL 2008/09
Die NBL 2008/09 war die 31. Austragung der australasischen National Basketball League. Die mit neun Teams aus Australien und einem Team aus Neuseeland ausgetragene Meisterschaft begann am 13. September 2008 und endete am 13. März 2009. Im Finale konnte sich die South Dragons aus Melbourne in der Best-of-five-Serie gegen die Melbourne Tigers in fünf Spielen durchsetzen und damit ihren ersten Meistertitel erringen.

## Modus
Jedes Team trägt in der regulären Saison 15 Heim- und 15 Auswärtsspiele aus. Die in der Endtabelle auf den ersten zwei Plätzen stehenden Teams qualifizieren sich direkt für das Halbfinale der NBL Finals, die im Play-off-Modus ausgetragen werden. Die auf den Plätzen drei bis sechs stehenden Teams spielen die beiden anderen Halbfinalisten unter sich aus. Dabei spielt das drittplatzierte Team zu Hause gegen den Sechsten und der Vierte heimwärts gegen den Fünften. Die beiden Sieger qualifizieren sich ebenfalls für das Halbfinale. Im Halbfinale gilt der Best-of-Three-Modus, während im Finale der Best-of-Five-Modus angewendet wird.

## Tabelle
Abschlusstabelle nach Ende der Hauptrunde
- Für das Play-off Halbfinale qualifiziert
- Für das Play-off Viertelfinale qualifiziert

| Pl.  | Team                  | Spiele | Siege | Niederlagen | Siegquote | Punkte+ | Punkte- | Punktedifferenz | Heimbilanz | Auswärtsbilanz |
| ---- | --------------------- | ------ | ----- | ----------- | --------- | ------- | ------- | --------------- | ---------- | -------------- |
| 01.  | South Dragons         | 30     | 22    | 8           | 73,33 %   | 2968    | 2692    | +270            | 13:2       | 9:6            |
| 02.  | Melbourne Tigers      | 30     | 20    | 10          | 66,67 %   | 3030    | 2846    | +184            | 11:4       | 9:6            |
| 03.  | New Zealand Breakers  | 30     | 18    | 12          | 60,00 %   | 3087    | 2910    | +177            | 10:5       | 8:7            |
| 04.  | Perth Wildcats        | 30     | 17    | 13          | 56,67 %   | 2880    | 2822    | +58             | 11:4       | 6:9            |
| 05.  | Townsville Crocodiles | 30     | 17    | 13          | 56,67 %   | 2956    | 2978    | −22             | 12:3       | 5:10           |
| 06.  | Adelaide 36ers        | 30     | 15    | 15          | 50,00 %   | 2956    | 2929    | +27             | 12:3       | 3:12           |
| 07.  | Wollongong Hawks      | 30     | 11    | 19          | 36,67 %   | 2924    | 3077    | −143            | 9:6        | 2:13           |
| 08.  | Sydney Spirit         | 30     | 11    | 19          | 36,67 %   | 2823    | 2987    | −164            | 9:6        | 2:13           |
| 09.  | Cairns Taipans        | 30     | 11    | 19          | 36,67 %   | 2589    | 2767    | −178            | 5:10       | 6:9            |
| 010. | Gold Coast Blaze      | 30     | 8     | 22          | 26,67 %   | 2927    | 3132    | −205            | 6:9        | 2:13           |

## Play-offs

### Modus
Die auf den ersten sechs Plätzen der Abschlusstabelle der regulären Saison platzierten Mannschaften qualifizieren sich für die Play-offs. Dabei qualifizieren sich die ersten beiden Teams direkt für das Halbfinale. Die auf den Plätzen drei bis sechs stehenden Teams spielen die beiden anderen Halbfinalisten unter sich aus. Dabei spielt das drittplatzierte Team zu Hause gegen den Sechsten und der Vierte heimwärts gegen den Fünften. Die beiden Sieger qualifizieren sich ebenfalls für das Halbfinale. Im Halbfinale gilt der Best-of-Three-Modus, während im Finale der Best-of-Five-Modus angewendet wird.

### Spiele
|  | Viertelfinale | Viertelfinale         | Viertelfinale | Viertelfinale | Viertelfinale |  |  | Halbfinale | Halbfinale            | Halbfinale | Halbfinale | Halbfinale |   |               | Finale           | Finale | Finale | Finale | Finale | Finale | Finale |
|  |               |                       |               |               |               |  |  |            |                       |            |            |            |   |               |                  |        |        |        |        |        |        |
|  |               |                       |               |               |               |  |  | 1          | South Dragons         | 94         | 77         | 101        |   |               |                  |        |        |        |        |        |        |
|  | 4             | Perth Wildcats        | 96            |               |               |  |  | 5          | Townsville Crocodiles | 81         | 82         | 78         |   |               |                  |        |        |        |        |        |        |
|  | 5             | Townsville Crocodiles | 103           |               |               |  |  |            |                       |            |            |            | 1 | South Dragons | 93               | 83     | 84     | 95     | 102    |        |        |
|  |               |                       |               |               |               |  |  |            |                       |            |            |            |   | 2             | Melbourne Tigers | 81     | 88     | 67     | 108    | 81     |        |
|  |               |                       |               |               |               |  |  | 2          | Melbourne Tigers      | 117        | 103        | X          |   |               |                  |        |        |        |        |        |        |
|  | 3             | New Zealand Breakers  | 131           |               |               |  |  | 3          | New Zealand Breakers  | 99         | 97         | X          |   |               |                  |        |        |        |        |        |        |
|  | 6             | Adelaide 36ers        | 101           |               |               |  |  |            |                       |            |            |            |   |               |                  |        |        |        |        |        |        |

## Individuelle Auszeichnungen
- Most Valuable Player der regulären Saison (Andrew Gaze Trophy): Kirk Penney (New Zealand Breakers)
- Rookie of the Year: Aaron Bruce (Adelaide 36ers)
- Best Defensive Player (Damian Martin Trophy): Adam Gibson (South Dragons)
- Best Sixth Man: Phill Jones (New Zealand Breakers)
- Most Improved Player: Matthew Knight (Sydney Spirit)
- Coach of the Year (Lindsay Gaze Trophy): Brian Goorjian (South Dragons)
- All-NBL First Team:
  - Kirk Penney (New Zealand Breakers)
  - Chris Anstey (Melbourne Tigers)
  - C. J. Bruton (New Zealand Breakers)
  - Ebi Ere (Melbourne Tigers)
  - Mark Worthington (South Dragons)
- All-NBL Second Team:
  - Corey Williams (Townsville Crocodiles)
  - Luke Schenscher (Adelaide 36ers)
  - Adam Ballinger (Adelaide 36ers)
  - Shawn Redhage (Perth Wildcats)
  - Glen Saville (Wollongong Hawks)
- All-NBL Third Team:
  - Matthew Knight (Sydney Spirit)
  - James Harvey (Gold Coast Blaze)
  - David Barlow (Melbourne Tigers)
  - Joe Ingles (South Dragons)
  - Adam Gibson (South Dragons)

- Grand Final Series MVP (Larry Sengstock Medal): Donta Smith (South Dragons)